# クリスティアン・カンナビヒ
ヨハン・クリスティアン・イノセンツ・ボナヴェントゥーラ・カンナビヒ（Johann Christian Innocenz Bonaventura Cannabich, 1731年12月28日（洗礼） - 1798年1月20日）は、ドイツのヴァイオリニスト、作曲家、カペルマイスター。
200曲に上る楽曲を作曲したカンナビヒはヨハン・シュターミッツの遺産を受け継ぐとともに、マンハイム楽派をチャールズ・バーニーが記したところの「ヨーロッパで最も完成され、最良の規律を有する」団体へと転換させるのを助けた。その管弦楽団はマンハイム楽派の特徴であった、慎重に移り変わるクレッシェンドとディミヌエンドによってとりわけ知られていた。シュターミッツや他のマンハイムの宮廷作曲家らと共に、彼は来るべきウィーン楽派の管弦楽法の礎となる管弦楽の書法の発展に寄与したのである。

## 生涯

### 家庭環境
カンナビヒはマンハイムに生まれた。マンハイムの宮廷のフルート奏者、オーボエ奏者、音楽教師だった父マルティン・フリードリヒ・カンナビヒ（Martin Friedrich- 1690年-1773年）の3男であった。父のマルティンは選帝侯カール・テオドールの個人的なフルート教師を務めており、これによって息子のクリスティアンの後のキャリアに望ましい環境が整えられた。一家は元々アルザスの出身であり、この地域は歴史を通じて伝統や風習の面でプファルツ選帝侯領と近い関係性を持っていた。マルティンがドイツ語とフランス語のバイリンガルで、幼いクリスティアンが家庭それを聴くことにより両言語を習得していた可能性もある。これが正しければ、後にクリスティアンが頻繁にパリやヴェルサイユに滞在して、フランス貴族の社交界に身を置くのが比較的容易であったことの説明がつく。

### 1742年-1756年 マンハイムとローマでの学び
少年時代、カンナビヒはマンハイムの宮廷管弦楽団のコンサートマスター、指揮者で作曲家、ヴァイオリニストのヨハン・シュターミッツからヴァイオリンを学んだ。1744年、カンナビヒは12歳でこの管弦楽団に学生入団（志望者、等）し、2年後に正規団員へと昇格した。1748年の「宮廷および州の年間予定 Churpfälzischer Hof- und Staatskalender」には、彼はモーリッツ（Moritz）の路地に父と共に住むヴァイオリニストとして掲載されている。
1750年、プファルツ選帝侯領選帝侯カール・テオドールはカンナビヒをローマへと送り、教皇チャペルの「司祭補佐官 maestro coadiutore」でありオペラ作曲家としても成功していたニコロ・ヨンメッリの元で修業を継続させた。カンナビヒは1753年までローマに留まり、ヨンメッリがシュヴァーベンの首都にある宮廷管弦楽団で最高位の楽長に任命されると師を追ってシュトゥットガルトへ移った。1756年、カンナビヒは2度目のイタリアとなるミラノを訪れ、そこでジョヴァンニ・バッティスタ・サンマルティーニの下でさらに研鑽を積んだ。

### 1757年-1773年 コンサートマスター
1757年の春にシュターミッツがこの世を去ると、カンナビヒはマンハイムへ呼び戻されてカール・ヨーゼフ・トエスキと共にコンサートマスターの職を引き継ぐことになった。
1759年、カンナビヒはプファルツ＝ツヴァイブリュッケン公国で王妃付の女官だったマリア・エリザベート・デ・ラ・モッテ（Maria Elisabeth dela Motte）と結婚した。2人は6人の子に恵まれ、そのうち息子のカール・カンナビヒは作曲家として活躍した。1777年11月から1778年3月まで、彼らの娘のローゼ（Rose）はモーツァルトから教えを受けており、彼から『ピアノソナタ第7番』の献呈を受けている。カンナビヒが生きた時代は啓蒙時代の真っただ中であり、時代の空気が社会階層間の隔たりを越えることを認めるのみならず後押しすらしていたが、平凡な生まれの男性が地位の高い女性と結婚することはいまだ一般的ではなかった。この婚姻関係がカンナビヒにとって重要かつ得難い結果をもたらしたということになる。
ツヴァイブリュッケン近郊の公爵クリスティアン4世はカンナビヒを気に入り、注目して援助を施すなど寵愛した。1764年、カンナビヒは公爵に伴って彼の宮殿があるパリへ移動した。マイハイムの音楽や音楽家はパリの聴衆に人気があった。カンナビヒはこの外遊の間に、1763年11月から1764年4月までパリに滞在していた、一家でヨーロッパ巡業中のモーツァルトに出会っている。1760年代と1770年代を通してカンナビヒは頻繁にパリを訪れており、この街のコンセール・スピリチュエルにおいて自作曲が演奏され、また交響曲や三重奏曲の楽譜が出版された。この期間以降のカンナビヒ作品の大半はパリで出版されている。

### 1774年-1798年 マンハイム管弦楽団の音楽監督
1774年、カンナビヒはマンハイム宮廷管弦楽団の音楽監督となり、コンサートマスターとして楽団を導くのみならず、「宮廷バレエ長 Maître de Danse」のエティエンヌ・ラウシェリー（Etienne Lauchery）が振付を行っていた宮廷バレエ団のためにバレエ音楽を作曲した。4年後の1778年、彼は主人であったカール・テオドールがバイエルン州選帝侯となるのを機に、彼についてミュンヘンへと移った。ミュンヘンへ拠点を移してからもカンナビヒは以前と変わらず職務をこなしていたが、マンハイムの管弦楽団が最も輝いていた時期は既に過ぎ去ってしまっていたのである。
1780年代に選帝侯はオーケストラ予算を削減するとともに、音楽家の人数を95人から55人へと切り詰めた。楽団員らは支払の減少と給与の減額に不平を唱えた。同様に、人生の最後をこれまでの3分の1の俸給で暮らしていくよう指示を受けた老齢のカンナビヒは、資金を得るために演奏旅行を敢行することになる。これはより恵まれない音楽家であれば生涯を通じて行っていることであるが、カンナビヒにとってはおそらく人生で初めてであったと思われる。
1798年、息子のカールを訪ねてフランクフルト・アム・マインを訪れたカンナビヒは、その地で客死した。

## カンナビヒとモーツァルト
カンナビヒとモーツァルトは20年程の期間の間に、数回にわたって出会っている。2回目は1777年から1778年の冬から春にかけての時期であり、この時モーツァルトはマンハイムとパリへの不運な演奏旅行の途上にあった。母に伴われたモーツァルトは富と名声、中でもドイツの多くの諸侯の下での働き口を見つけるべくザルツブルクを出発したのであった。そうした母と息子が、18世紀後半のヨーロッパの中で最高の技量と名声を持つ管弦楽団が存在するマンハイムで、予定よりも長く留まることになったのは不思議ではない。優れた音楽家と才能ある作曲家（多くはボヘミア出身だった）、厳しく情け容赦のない訓練、そしてプファルツ選帝侯領選帝侯から拠出される潤沢な資金により、かつては一介の王室チャペルに過ぎなかった楽団は力強くしなやかなアンサンブルへと変貌を遂げていた。女性たちはマンハイムの奏者が唸るようなクレッシェンドを解き放つと気を失ったと伝えられる。しかし、これはこの地で生み出された多くの管弦楽法のひとつに過ぎない。
モーツァルトもこの管弦楽団に対して幾度となく賛辞を述べている。以下に、彼が父に宛てた書簡にはこう記されている。 

「私は父上にこの地の音楽についてお話しせねばなりません。諸聖人の祝日だった土曜日、私は主要なミサに参列しました。オーケストラは非常に優れており、大規模でした。両翼の10から11のヴァイオリン、4つのヴィオラ、2つのオーボエ、2つのフルート、2つのクラリネット、2つのホルン、4つのチェロ、4つのファゴット、そして4つのコントラバスとトランペットに加えてティンパニです。これで音楽がよくないわけがありません・・・。」

## 主要作品
オペラ
- Azaki （1778年）

40のバレエ音楽
管弦楽曲
- 75の交響曲
- 3つのヴァイオリン協奏曲

室内楽曲
- 12の弦楽四重奏曲
- 6つのピアノ三重奏曲
- 30のヴァイオリンソナタ